# Adam et Ève (Rodin)
Pour les articles homonymes, voir Adam et Ève.
Adam et Ève ou Adam et Ève endormis est une sculpture en marbre de 1905 réalisée par Auguste Rodin. Elle se trouve au musée Rodin en France.